# TrueCrypt
TrueCrypt – nierozwijane już oprogramowanie na licencji Open Source dla systemów Microsoft Windows 2000/XP/2003/Vista/2008/7, Linux oraz Mac OS, umożliwiające szyfrowanie całych partycji „w locie”.
Oprogramowanie wraz z kodem źródłowym udostępnione było przez TrueCrypt Foundation na licencji TrueCrypt Collective License.
TrueCrypt potrafi szyfrować całe dyski lub pojedyncze partycje, tak iż tylko po wprowadzeniu hasła możliwy jest odczyt bądź zmiana danych znajdujących się na szyfrowanej partycji. Po wprowadzeniu hasła, którym została zabezpieczona partycja, możliwa jest praca na danym dysku, tak jakby był to każdy inny dysk dostępny w systemie. Pozwala tworzyć wirtualne woluminy, pod które można podmontować zaszyfrowany system plików zapisany w pojedynczym pliku znajdującym się na nieszyfrowanym dysku, pamięci flash oraz na każdym innym napędzie dostępnym w systemie.
W związku z zakończeniem rozwoju projektu w maju 2014 roku, na stronie projektu pojawiło się ostrzeżenie o tym, że TrueCrypt nie może być już uznawany za bezpieczny.
Natychmiast po porzuceniu projektu przez jego autorów, został on przejęty przez grupę programistów ze Szwajcarii, która zapowiedziała kontynuację projektu i dalszy rozwój programu pod nazwą TCnext, jednak do dziś nie powstała żadna nowa wersja aplikacji pod tym szyldem. Pojawiły się także strony internetowe pozwalające pobrać starszą, bardziej funkcjonalną wersję (7.1a).

## Audyt
14 października 2013 roku rozpoczęto na platformie Indiegogo kampanię crowdfundingową mającą na celu przeprowadzenie audytu programu. Rozpoczęła ją organizacja non profit Open Crypto Audit Project. Zbiórka na stronie zebrała ponad 46 tysięcy dolarów w około 2 miesiące, dodatkowo pieniądze można było przekazać innymi metodami m.in. za pomocą Bitcoinów. Pierwszy etap analizy wykazał, że pliki binarne zamieszczone na stronie projektu są zgodne z kodem źródłowym. Faza druga zakończona 2 kwietnia 2015 roku stwierdziła brak backdoorów w kodzie programu. Nie znaleziono błędów w implementacji algorytmów szyfrujących. Wykryto jednak 4 błędy w działaniu programu, dwa z nich zostały oznaczone jako istotne i w pewnych okolicznościach mogące pomóc w przełamaniu zabezpieczeń. Dwa pozostałe dotyczą działań programu niemających wpływu na bezpieczeństwo jego użytkownika.

## Używane algorytmy
- AES
- Serpent
- Twofish

Możliwe jest też ich łączenie, czyli szyfrowanie po kolei kilkoma niezależnymi metodami np. AES+Twofish, Twofish+Serpent, AES+Twofish+Serpent, etc.
Funkcje skrótu (ang. hash functions):
- RIPEMD-160
- SHA-512
- Whirlpool.

## Szyfrowanie partycji systemowej
TrueCrypt może zaszyfrować partycję systemową lub cały dysk systemowy (tylko systemy Microsoft Windows), czyli partycję, na której zainstalowany jest system Windows i z której on startuje.
Szyfrowanie partycji systemowej zapewnia najwyższy poziom prywatności i bezpieczeństwa ponieważ wszystkie pliki, łącznie z wszystkimi tymczasowymi plikami, które tworzy Windows i aplikacje na partycji systemowej (często bez wiedzy i zgody użytkownika), pliki hibernacji, pliki wymiany, nazwy i położenia plików, które użytkownik otwiera, programy, które uruchamia, historie przeglądanych zasobów internetowych itp., są zawsze całkowicie zaszyfrowane (nawet w przypadku nagłego odłączenia przewodu zasilania).
Szyfrowanie partycji systemowej wymaga podania hasła każdorazowo przed uruchomieniem i załadowaniem systemu operacyjnego (tzw. pre-boot authentication). Mechanizm przedstartowego uwierzytelniania jest obsługiwany przez TrueCrypt Boot Loader – specjalny, niezaszyfrowany program ładujący, który znajduje się w pierwszym sektorze dysku systemowego oraz na TrueCrypt Rescue Disk – dysku ratunkowym używanym w przypadku uszkodzenia programu ładującego i niemożności odszyfrowania i załadowania zaszyfrowanego systemu.
Szyfrowanie jest całkowicie transparentne dla użytkownika – po podaniu prawidłowego hasła praca na zaszyfrowanym systemie operacyjnym nie różni się niczym od pracy na niezaszyfrowanym systemie.

## Historia wersji
| Wersja | Data wydania | Najważniejsze zmiany |
| ------ | ------------ | --- |
| 1.0    | 02.01.2004   | - Działał na systemach Windows 98/Me oraz Windows 2000/XP. - Wersja 1.0a, wydana dzień później, usunęła obsługę Windows 98/Me, ponieważ autor sterowników dla E4M (na którym oparty jest TrueCrypt) nie dał zgody na ich użycie. |
| 2.0    | 07.06.2004   | - Dodany algorytm AES-256 (Rijndael). |
| 2.1    | 07.06.2004   | - Został wydany na SourceForge.net |
| 2.1a   | 01.10.2004   | - Usunięto algorytm szyfrowania IDEA. |
| 3.0    | 10.12.2004   | - Można tworzyć ukryte wolumeny. - Dodano algorytmy Serpent i Twofish. - Dodano szyfrowanie kaskadowe (np. AES-Twofish-Serpent, AES-Blowfish itp.) |
| 3.0a   | 11.12.2004   | |
| 3.1    | 22.01.2005   | - Można uruchomić kilka instancji kreatora wolumenów. - Można uruchomić w trybie przenośnym (ang. portable mode) (np. na pendrive). - Wolumeny mogą być montowane jako dyski przenośne. - Wolumeny mogą być montowane w trybie tylko do odczytu |
| 3.1a   | 07.02.2005   | |
| 4.0    | 01.11.2005   | - obsługa platform 64-bitowych. - możliwość montażu wolumenów pod Linuksem. - obsługa pozostałych platform (PowerPC, SPARC, Motorola itd.) |
| 4.1    | 26.11.2005   | |
| 4.2    | 17.04.2006   | - wolumeny mogą być tworzone pod Linuksem. |
| 4.2a   | 03.07.2006   | |
| 4.3    | 09.03.2007   | - Dodana obsługa Windowsa Visty. |
| 4.3a   | 03.05.2007   | - Obsługa ekranów z niestandardowym dpi. |
| 5.0    | 02.02.2008   | - Dodana obsługa szyfrowania dysku/partycji systemowej. - Pierwsza wersja możliwa do uruchomienia na MacOS X. - Dodano graficzny interfejs użytkownika w systemie Linux. - Algorytm SHA-512 zastąpił SHA-1. - Można tworzyć ukryte wolumeny w NTFS. |
| 5.0a   | 12.02.2008.  | - Pamięć wymagana do uruchomienia ang. boot loadera została zmniejszona o 18KB. |
| 5.1    | 10.03.2008   | - Dodanie obsługi hibernacji |
| 5.1a   | 17.03.2008   | - Poprawa wydajności. |
| 6.0    | 04.06.2008   | - Obsługa procesorów wielordzeniowych lub systemów wieloprocesorowych (równoległe szyfrowanie/deszyfrowanie). - Możliwość tworzenia i uruchamiania ukrytego, zaszyfrowanego systemu operacyjnego (Windows Vista/XP/2008/2003). - Możliwość tworzenia ukrytych wolumenów w systemie Mac OS X i Linux. |
| 6.0a   | 08.07.2008   | - Usunięto problem z szyfrowaniem partycji (związany ze złymi sterownikami chipsetu) |
| 6.1    | 31.10.2008   | - Możliwość zaszyfrowania niesystemowej partycji bez utraty danych na niej zawartych (Windows Vista/2008) - Obsługa tokenów (ang. Tokens) i inteligentnych kart (ang. Smart Cards) - ang. boot loader może nie wyświetlać żadnych informacji - ang. boot loader może wyświetlać dowolny tekst - Hasło wykorzystywane do autoryzacji podczas bootowania może zostać ukryte w sterowniku, dzięki czemu możliwe jest montowanie niesystemowych szyfrowanych partycji       |
| 6.1a   | 01.12.2008   | - drobne zmiany, poprawa błędów i zwiększenie bezpieczeństwa |
| 6.2    | 11.05.2009   | - poprawa wydajności odczytu |
| 6.2a   | 15.06.2009   | |
| 6.3    | 21.10.2009   | - Dodana obsługa Windows 7 i Mac OS X 10.6 Snow Leopard. |
| 6.3a   | 23.11.2009   | - drobne zmiany i poprawa błędów |
| 7.0    | 19.07.2010   | - wprowadzenie obsługi sprzętowej akceleracji szyfrowania AES (tylko zgodne CPU) - skonfigurowanie zaszyfrowanego kontenera tak, aby był montowany w systemie automatycznie podczas podłączania urządzenia - szyfrowanie pliku wymiany i hibernacji systemu Windows Vista i Windows 7 przy pomocy udostępnionego przez Microsoft oficjalnego API - tworzenie zaszyfrowanych partycji na dyskach o rozmiarze sektora 4096, 2048 i 1024 bajtów (w wersji Windows i Linux) |
| 7.1    | 01.09.2011   | - pełna kompatybilność z 64- i 32-bitowym Mac OS X 10.7 Lion - drobne poprawki (Windows, Mac OS X i Linux) |
| 7.1a   | 07.02.2012   | - drobne poprawki (Windows, Mac OS X i Linux) |
| 7.2    | 28.05.2014   | - zablokowanie możliwości tworzenia nowych kontenerów, szyfrowania dysków, tworzenia partycji rozruchowych – całe fragmenty kodu zamienione na AbortProcess (“INSECURE_APP”); - reorganizacja kodu, zmiany w API |

## Inne programy oparte na TrueCrypt
- VeraCrypt – rozwijany od 2013 roku fork TrueCrypta posiadający udoskonalone mechanizmy szyfrowania.